# Sabulodes triangula
Sabulodes triangula är en fjärilsart som beskrevs av Frederick H. Rindge 1978. Sabulodes triangula ingår i släktet Sabulodes och familjen mätare. Inga underarter finns listade.